# 5 Gum

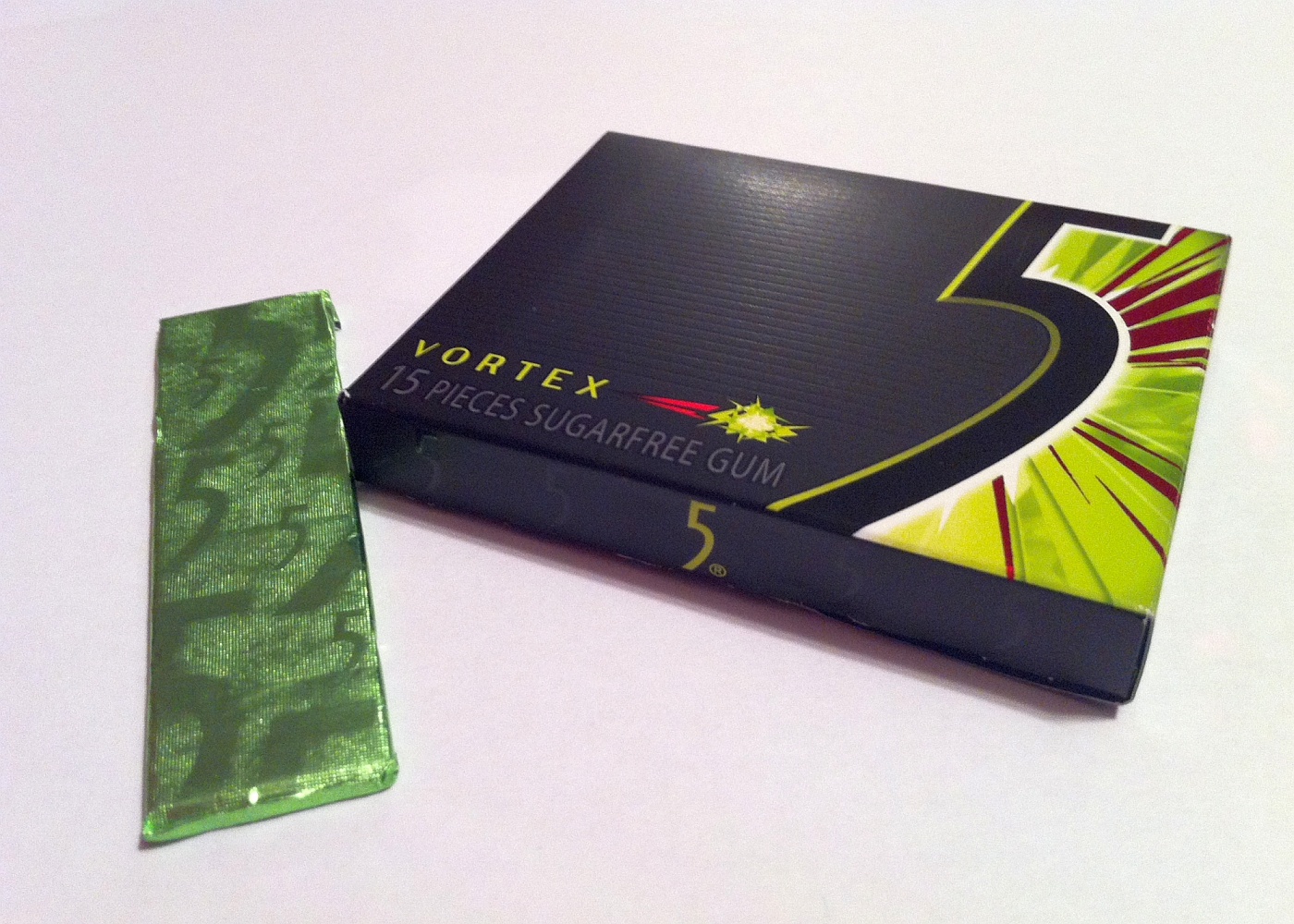
Eine Packung 5 Gum in der Geschmacksrichtung „Vortex“

5 Gum (eigene Schreibweise: 5 GUM) ist eine Marke zuckerfreier Kaugummis von The Wrigley Company. 5 Gum wurde unter dem Slogan „Stimulate your senses“ (dt.: Stimuliere deine Sinne) 2007 in den USA eingeführt, ein Jahr später folgte Kanada, während der Kaugummi in vielen europäischen Ländern, Russland, Australien und Neuseeland 2009 auf den Markt gebracht wurde. Seit 2010 wird die Marke u. a. auch in Israel, Malaysia und Thailand vertrieben.

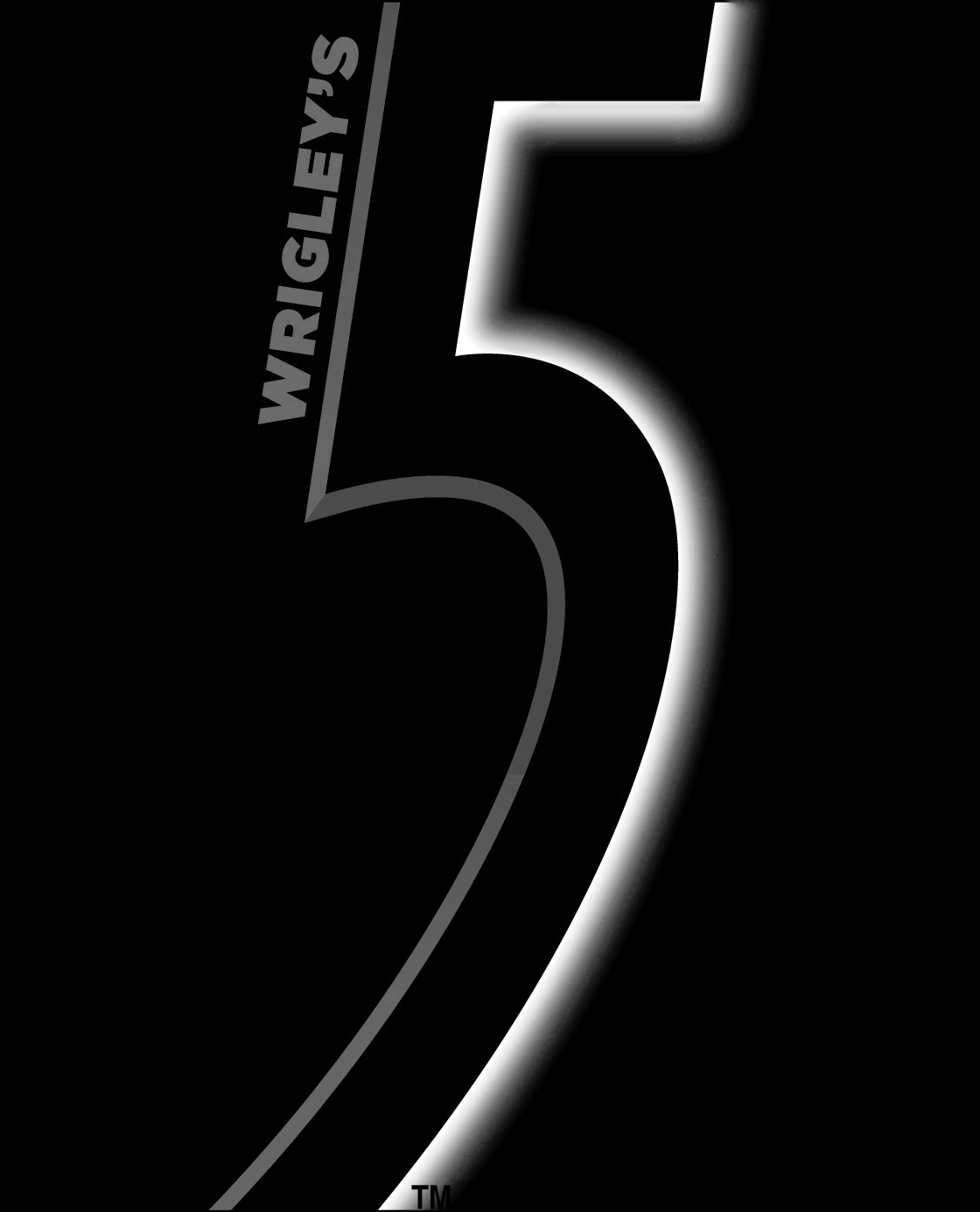
Logo von 5 Gum

5 Gum soll sich von Konkurrenzprodukten durch sein aufwändiges Design abheben. Die Verpackungseinheiten sind partiell geprägt und setzen sich aus hochglänzenden und matten Elementen zusammen. Jeder Kaugummistreifen befindet sich wiederum in einem farbigen Papier mit Einprägung des 5-Gum-Logos. Für den deutschen Markt fand allerdings im Jahr 2019 ein Redesign statt, die Kaugummis sind nun nur in Würfelform erhältlich und werden in einfachen Pappschachteln und Plastikboxen verkauft. Zudem werden die charakteristischen Namen der Geschmacksrichtungen nicht mehr verwendet. Auch die Vielfalt an Geschmacksrichtungen wurde auf dem deutschen Markt stark eingeschränkt; einzeln sind nur die Sorten Erdbeere, Spearmint und Wassermelone erhältlich, zudem existieren zwei Mischpackungen mit zusätzlichen Sorten, die einzeln nicht angeboten werden („Saurer Mix“ mit Limette-Zitrone, Ananas-Mango und saurer Kirsche sowie „Fruchtiger Mix“ mit Erdbeere, Apfel und Bubblegum).
Als Zielgruppe für 5 Gum gibt The Wrigley Company lifestyleorientierte 15- bis 29-jährige Personen an. Ergebnissen des Marktforschungsinstituts ACNielsen zufolge entfielen 18 Monate nach Produkteinführung in Deutschland 14 Prozent des Gesamtumsatzes im Kaugummisegment auf 5 Gum.
|               | USA              | Kanada           | Europa                | Russland         | Australien und Neuseeland | China und Hong Kong   |
| ------------- | ---------------- | ---------------- | --------------------- | ---------------- | ------------------------- | --------------------- |
| Pfefferminze  | Cobalt           | Cobalt           | Cobalt                | Frost            | Cobalt                    | 透心涼薄荷味 (Cobalt) |
| Grüne Minze   | Rain             | Rain             | Electro               | Electro          | Electro                   | 電感薄荷味 (Rain)     |
| Zimt          | Flare            | Flare            | Flare                 | nicht erhältlich | nicht erhältlich          | nicht erhältlich      |
| Beere         | Elixir           | Elixir           | Flood                 | nicht erhältlich | nicht erhältlich          | nicht erhältlich      |
| Tropisch      | Lush             | Lush             | Pulse                 | nicht erhältlich | Pulse                     | 爽甜熱果味 (Pulse)    |
| Winterminze   | Solstice         | Solstice         | Instinct              | nicht erhältlich | nicht erhältlich          | nicht erhältlich      |
| Bubble        | Zing             | Evolve           | nicht erhältlich      | nicht erhältlich | Zing                      | nicht erhältlich      |
| Wassermelone  | Prism            | Prism            | Turbulence            | Cyclone          | Tempest                   | 激酷西瓜味 (Tempest)  |
| Minze         | React/React²     | React            | nicht erhältlich      | React            | React                     | React                 |
| Frucht        | React/React²     | React            | nicht erhältlich      | nicht erhältlich | React                     | React                 |
| Fruchtmix     | nicht erhältlich | nicht erhältlich | Black Edition / Glare | nicht erhältlich | nicht erhältlich          | nicht erhältlich      |
| Grüner Apfel  | Vortex           | Vortex           | nicht erhältlich      | nicht erhältlich | nicht erhältlich          | nicht erhältlich      |
| Traube        | nicht erhältlich | nicht erhältlich | nicht erhältlich      | nicht erhältlich | 5X Mutant                 | nicht erhältlich      |
| Zitrone-Birne | nicht erhältlich | nicht erhältlich | Evolution             | nicht erhältlich | nicht erhältlich          | nicht erhältlich      |
| Tropisch      | Swerve           | nicht erhältlich | nicht erhältlich      | nicht erhältlich | nicht erhältlich          | nicht erhältlich      |
| Erdbeere      | nicht erhältlich | nicht erhältlich | Zephyr                | nicht erhältlich | nicht erhältlich          | nicht erhältlich      |
| Pfefferminze  | RPM              | nicht erhältlich | Ultramarine           | nicht erhältlich | nicht erhältlich          | nicht erhältlich      |
| Vanille       | nicht erhältlich | Luminaton        | Luminaton             | Luminaton        | Luminaton                 | nicht erhältlich      |